# 419

419(사백십구)는 418보다 크고 420보다 작은 자연수다.

## 수학
- 81번째 소수(素數)다. 앞의 소수는 409, 다음 소수는 쌍둥이 소수인 421이다.
  - 22번째 소피 제르맹 소수(↔ 839)다. 앞의 소피 제르맹 소수는 359, 다음은 431이다.
- {\displaystyle 419=3^{2}+7^{2}+19^{2}}
  - 서로 다른 세 소수의 제곱합으로 나타낼 수 있는 5번째 소수다. 이 성질을 지닌 앞의 수는 347, 다음 수는 467이다. (OEIS의 수열 A182479)
- {\displaystyle 13^{11}-1}은 419로 나누어떨어진다.

## 과학
- NGC 419(영어판): 큰부리새자리 방향에 있는 구상성단.

## 교통

### 철도
- 수도권 전철 4호선 한성대입구역의 역번호.

### 도로
- 일본 419번 국도(일본어판): 기후현 미즈나미시에서 아이치현 다카하마시까지 이어지는 일본의 국도.
- 현도 제419호선

## 군사
- U-419(영어판): 제2차 세계 대전에 사용된 나치 독일의 군용 잠수함.

## 문화유산
- 대한민국의 보물 제419호: 삼국유사 (해제)[a]
- 대한민국의 사적 제419호: 경주 용강동 원지 유적

## 기타
- 날짜: 4월 19일
  - 4·19 혁명 (1960년)
- 연도: 419년, 기원전 419년